# Get Out (Chvrches)
Get Out è un singolo del gruppo musicale scozzese Chvrches, pubblicato il 31 gennaio 2018 ed estratto dal loro terzo album in studio Love Is Dead.
Il brano è stato prodotto da Greg Kurstin, che è anche coautore insieme a Martin Doherty, Lauren Mayberry e Iain Cook.

## Tracce
1. Get Out – 3:51

## Classifiche
| Classifica (2018)          | Posizione massima |
| -------------------------- | ----------------- |
| Regno Unito                | 82                |
| Scozia                     | 56                |
| Stati Uniti (alternative)  | 15                |
| Stati Uniti (rock)         | 17                |
| Stati Uniti (rock airplay) | 18                |
| Stati Uniti (rock digital) | 15                |